# Ернст Фрідріх Ґермар
Е́рнст Фрі́дріх Ґе́рмар (3 листопада 1786 — 8 липня 1853) — знаний німецький ентомолог. За освітою геолог, директор Галлезького Мінералогічного музею. Захоплювався ентомологією, описавши низку нових для науки видів комах, та опублікувавши кілька вагомих праць з ентомології.
Найвизначніші ентомологічні праці:
- Species Cicadarium enumeratae et sub genera distributae. Thon. Ent. Arch. (2)2: 37-57, pl. 1 (1830);
- Огляд видів роду Цикада (Cicada) (Observations sur plusieurs espšces du genre Cicada, Latr. Rev. Entomol. Silbermann 2: 49-82, pls. 19-26 (1834);
- Über die Elateriden mit häutigen Anhängen der Tarsenglieder. Z. Entomol. (Germar) 1: 193–236 (1839);
- Bemerkungen über Elateriden. Z. Entomol. (Breslau) 5: 133–192 (1844);
- Beiträge zur insektenfauna von Adelaide. Linn. Entomol. 3: 153–247 (1848);
- Фауна комах Європи (лат. Fauna Insectorum Europae Ahrens, Germar, Kalfuss (1817).